# Nudisiphon folisacculata
Nudisiphon folisacculata är en insektsart. Nudisiphon folisacculata ingår i släktet Nudisiphon och familjen långrörsbladlöss. Inga underarter finns listade i Catalogue of Life.